# Max Bruns
Max Bruns (Almelo, 6 novembre 2002) è un calciatore olandese, difensore del Twente.

## Carriera
Cresciuto nel settore giovanile del Twente, debutta in prima squadra il 6 febbraio 2021, in occasione dell'incontro di Eredivisie perso per 3-0 contro il PSV.

## Statistiche

### Presenze e reti nei club
Statistiche aggiornate al 12 febbraio 2023.
| Stagione        | Squadra         | Campionato      | Campionato | Campionato | Coppe nazionali | Coppe nazionali | Coppe nazionali | Coppe continentali | Coppe continentali | Coppe continentali | Altre coppe | Altre coppe | Altre coppe | Totale | Totale |
| Stagione        | Squadra         | Comp            | Pres       | Reti       | Comp            | Pres            | Reti            | Comp               | Pres               | Reti               | Comp        | Pres        | Reti        | Pres   | Reti   |
| --------------- | --------------- | --------------- | ---------- | ---------- | --------------- | --------------- | --------------- | ------------------ | ------------------ | ------------------ | ----------- | ----------- | ----------- | ------ | ------ |
| 2020-2021       | Twente          | ED              | 1          | 0          | CO              | -               | -               |                    | -                  | -                  |             | -           | -           | 1      | 0      |
| 2021-2022       | Twente          | ED              | 3          | 0          | CO              | 0               | 0               |                    | -                  | -                  |             | -           | -           | 3      | 0      |
| 2022-2023       | Twente          | ED              | 4          | 0          | CO              | 2               | 0               | UECL               | 1                  | 0                  |             | -           | -           | 7      | 0      |
| Totale Twente   | Totale Twente   | Totale Twente   | 8          | 0          |                 | 2               | 0               |                    | 1                  | 0                  |             | -           | -           | 11     | 0      |
| Totale carriera | Totale carriera | Totale carriera | 8          | 0          |                 | 2               | 0               |                    | 1                  | 0                  |             | -           | -           | 11     | 0      |